# ハウステンボス駅

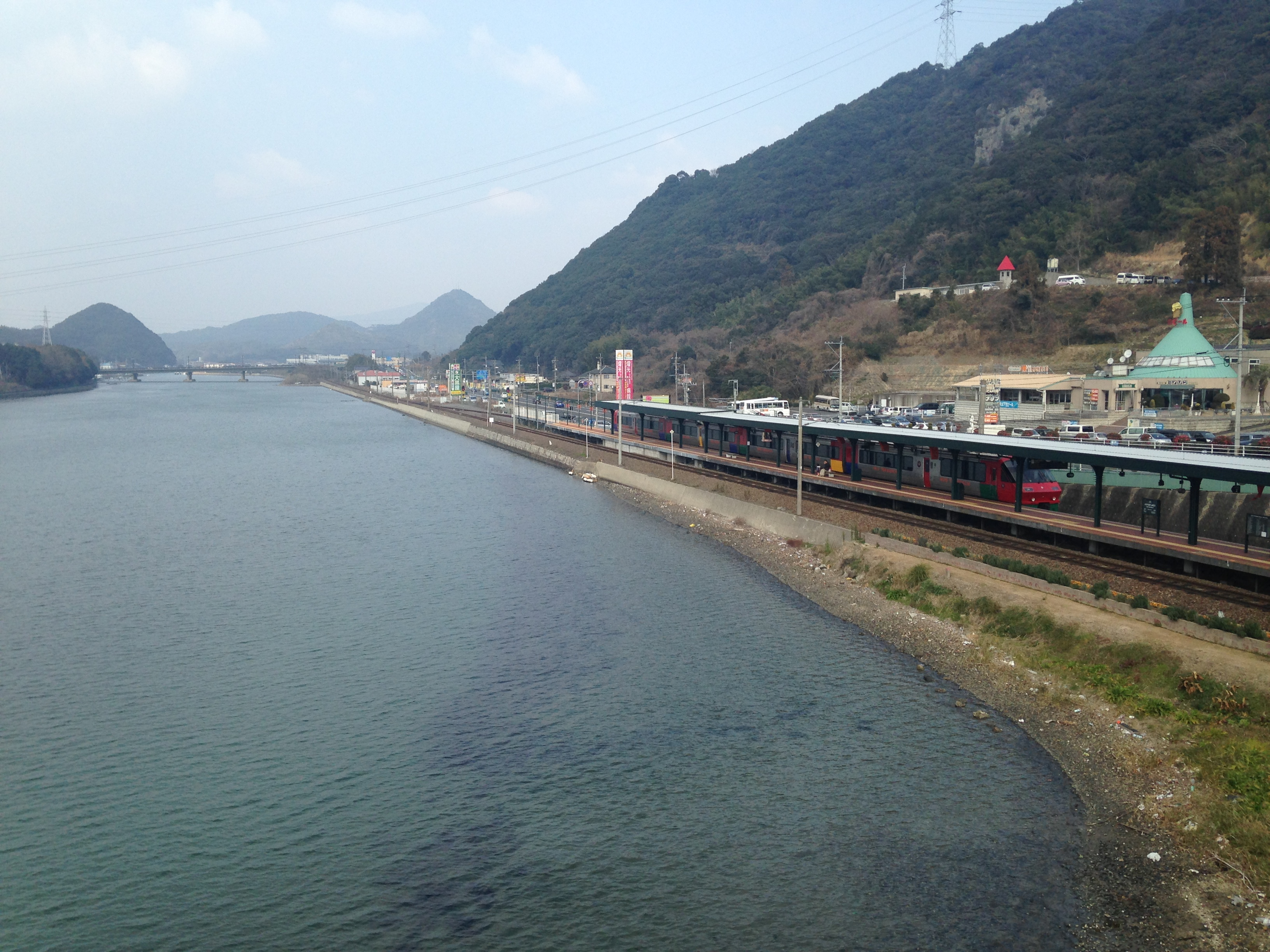
早岐瀬戸と当駅ホーム

ハウステンボス駅（ハウステンボスえき）は、長崎県佐世保市南風崎町にある、九州旅客鉄道（JR九州）大村線の駅である。

## 概要
1992年のハウステンボス開場に伴い新設された。大村線で新大村駅・大村車両基地駅の次に新しい駅で、早岐瀬戸を挟みハウステンボス東側に位置している。国鉄・JRで4番目に誕生したカタカナのみの駅名である。当駅開設に当たっては、電車特急「ハウステンボス」乗り入れのため、早岐駅 - 当駅間が電化された。当駅以南の大村線は2021年現在も非電化である。
当駅折返しの特急「ハウステンボス」、佐世保駅 - 長崎駅間を結ぶ快速・区間快速「シーサイドライナー」を始め全列車が停車する。なお快速「シーサイドライナー」は当駅以北（早岐・佐世保方面）は全列車各停となる。

## 歴史
- 1992年（平成4年）3月10日：開設[2]。
- 2010年（平成22年）7月17日：駅舎リニューアル完了[1]。
- 2022年（令和4年） 9月23日：観光特急「ふたつ星4047」が運行を開始し、停車駅となる。
- 2024年（令和6年）10月3日： 早岐駅 - 当駅間にICカード「SUGOCA」を導入[5][6]。
- 2025年（令和7年）度：当駅 - 竹松駅間にICカード「SUGOCA」を導入（予定）[7]。

## 駅構造
島式ホーム1面2線を有する地上駅である。橋上駅舎を備える。臨時列車入線を考慮して、8両編成が停車可能な有効長を有する。1番線は諫早寄りに車止めがあり、基本的に当駅止まりの特急「ハウステンボス」が使用する。
ハウステンボスのイメージに合わせた洋風造りで、リニューアル工事が行われて2010年7月17日に記念セレモニーが実施されている。リニューアルにより、外観は赤レンガの色を基調に白のアクセントを入れたものに、内装はカラフルなものになっている。
直営駅で、みどりの窓口が設置されている。エレベーターが設置されている。自動改札機は無い。SUGOCAは当駅から早岐方面のみ利用可能であり、諫早方面へは利用できない。

### のりば
| のりば | 路線                      | 方向 | 行先                 |
| ------ | ------------------------- | ---- | -------------------- |
| 1      | □特急「ハウステンボス」   | 上り | 佐賀・鳥栖・博多方面 |
| 2      | ■大村線                   | 下り | 諫早・長崎方面       |
| 2      | ■大村線                   | 上り | 早岐・佐世保方面     |
| 2      | □観光特急「ふたつ星4047」 | 上り | 早岐・武雄温泉方面   |

出典：JR九州駅情報一覧

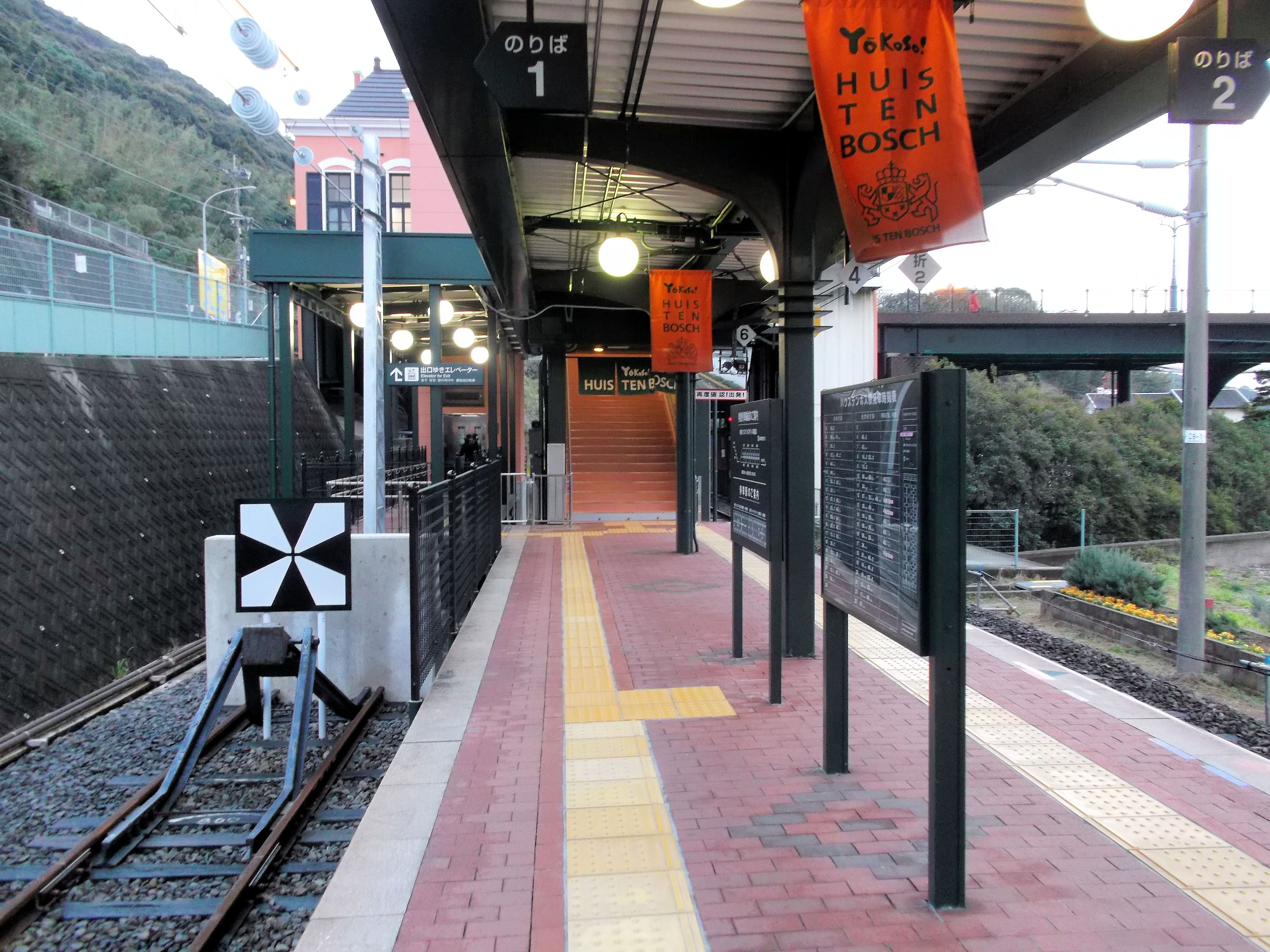
ホーム出入口付近 （2013年1月）
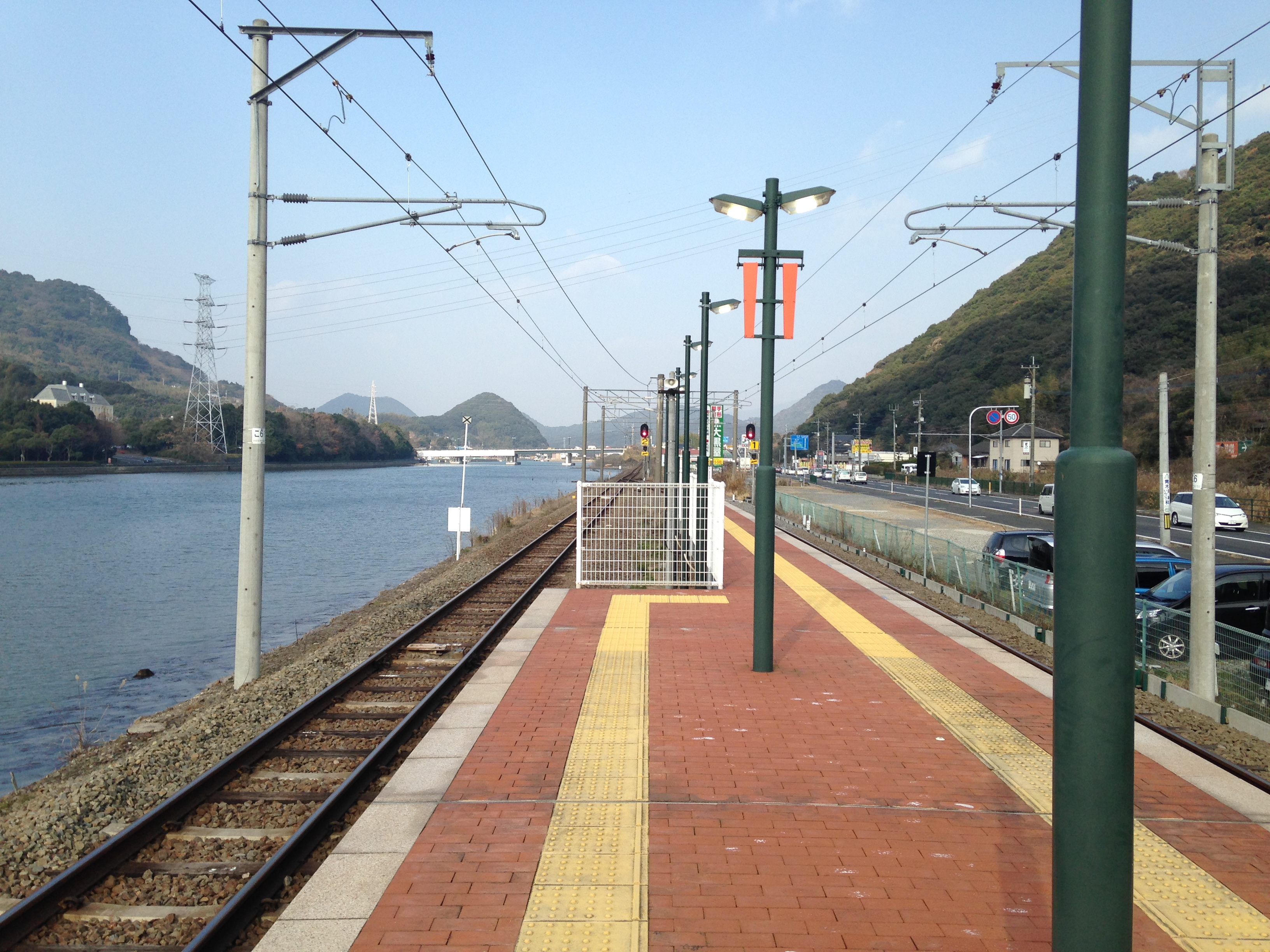
ホーム （2014年12月、右側は1番のりば）
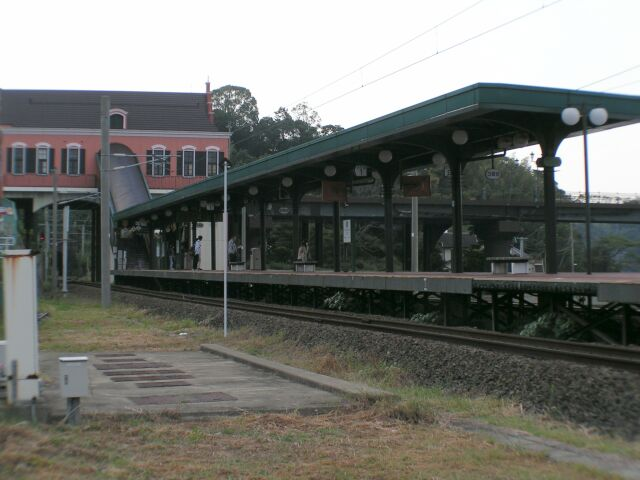
エレベーター新設前のホーム1番のりば側 （2004年10月）
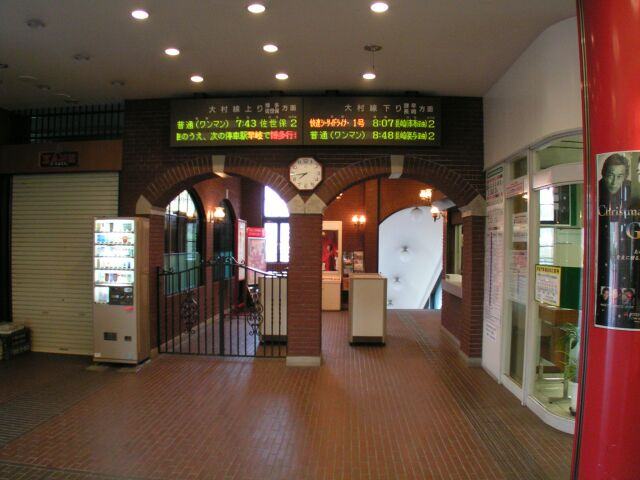
改札口 （2004年10月）
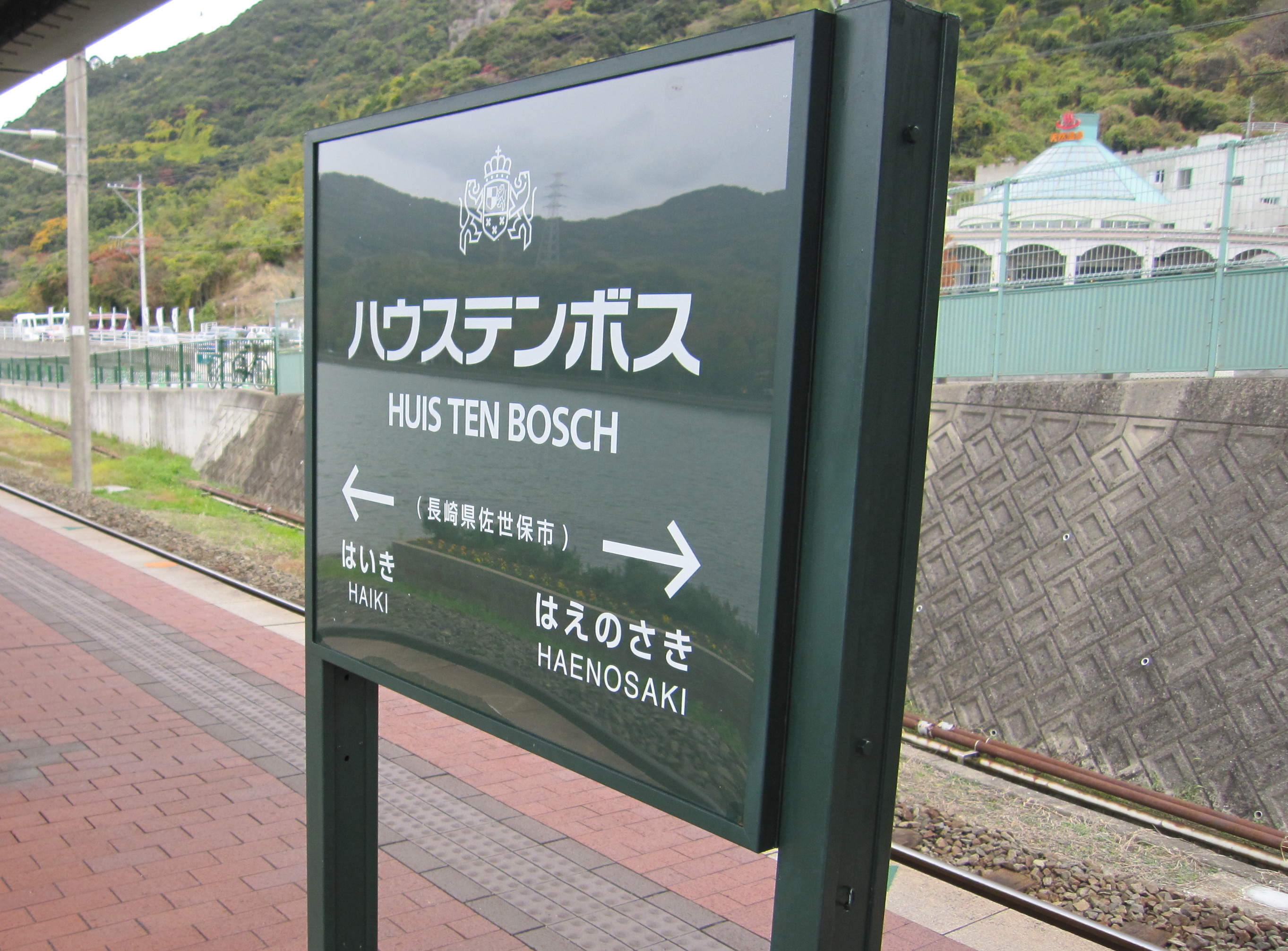
ハウステンボスのマークが描かれた駅名標 （2010年11月）

## 利用状況
2020年（令和2年）度の1日平均乗車人員は654人である。
近年の1日平均乗車人員は以下の通り。
| 年度   | 1日平均 乗車人員 |
| ------ | ---------------- |
| 2000年 | 1,223            |
| 2001年 | 1,138            |
| 2002年 | 1,164            |
| 2003年 | 1,038            |
| 2004年 | 938              |
| 2005年 | 948              |
| 2006年 | 1,028            |
| 2007年 | 1,053            |
| 2008年 | 1,069            |
| 2009年 | 898              |
| 2010年 | 1,105            |
| 2011年 | 1,145            |
| 2012年 | 1,416            |
| 2013年 | 1,594            |
| 2014年 | 1,872            |
| 2015年 | 1,703            |
| 2016年 | 1,638            |
| 2017年 | 1,659            |
| 2018年 | 1,556            |
| 2019年 | 1,382            |
| 2020年 | 654              |

## 駅周辺
駅の東側を国道205号が大村線に並行して通っている。駅のすぐ西側の早岐瀬戸に架かる橋を渡った先にハウステンボスがある。国道より更に東側は山林になっており、住宅は少ない。
- ハウステンボス
- ホテルローレライ
- 天然温泉ばってんの湯
- ホテルオークラJRハウステンボス（2012年4月1日にハウステンボスジェイアール全日空ホテルより名称変更）
  - 琴乃湯（ホテルオークラJRハウステンボス内）
- ホテル日航ハウステンボス
- ウインズ佐世保（中央競馬開催日は駅近くから無料バスあり）
- 長崎国際大学

## 隣の駅
九州旅客鉄道（JR九州）
■大村線
- 特急「ハウステンボス」発着駅、特急「ふたつ星4047」停車駅（武雄温泉行きのみ）

■快速「シーサイドライナー」
早岐駅 - ハウステンボス駅 - 川棚駅
■区間快速「シーサイドライナー」・■普通
早岐駅 - ハウステンボス駅 - 南風崎駅

## 位置情報
- 北緯33度05分29.81秒 東経129度47分47.80秒 / 北緯33.0916139度 東経129.7966111度
- 早岐(長崎) - 地理院地図
- ハウステンボス駅 - Google マップ